# وليم أوشي
وليم اوشي (بالإنجليزية: William Ouchi)‏ عالم الإدارة اليابانية صاحب كتاب نظريه z وهي التي احتاجت إلى سنوات عدة للبحث والدراسة للشركات اليابانية. لتحديد الأسباب التي تجعل هذه الشركات تتمتع بإنتاجية أكبر بالمقارنة مع الشركات والمؤسسات الأميركية.
ولقد استحدث فكرة الإدارة اليابانية من البيئة الاجتماعية الخاصة بالمجتمع الياباني، وبخاصه الاسرة اليابانية التي تقوم على مبدأ الاحترام لرب الاسرة واطاعة اوامره، في حين يكون مسؤلا عنهم ومشاركا اياهم في اتخاذ القرار.
اٍنعكس هذا بدوره على العمل الإداري داخل المؤسسات، على اعتبار ان المديرين والافراد بمثابة الاسرة الواحدة مما كان له احسن الاثر على إنتاجية الافراد واخلاصهم لمؤسستهم بشكل ليس له مثيل.